# Банк Кабо-Верде
Банк Кабо-Верде (порт. Banco de Cabo Verde) — центральный банк Кабо-Верде.

## История
В 1865 году на острове Сантьягу открыто отделение португальского Национального заморского банка — первое банковское учреждение на территории современного Кабо-Верде.
29 сентября 1975 года принят закон о создании государственного Банка Кабо-Верде.